# Veil in visita
Veil in visita (Veil's Visit, 1999) è un racconto noir di Joe R. Lansdale e Andrew Vachss che ha come protagonisti i due amici Hap Collins e Leonard Pine.
Il racconto è stato pubblicato negli Stati Uniti nella raccolta Veil's Visit: A Taste of Hap and Leonard del 1999 e in Italia nella raccolta Una coppia perfetta - I racconti di Hap e Leonard pubblicata nel 2013.

## Trama
Leonard è stato arrestato per aver dato fuoco a una casa, covo di spacciatori di droga. Siccome l'uomo non è nuovo a tali imprese, convinto della necessità di sradicare il traffico di droga con il fuoco appiccato ai covi degli spacciatori, rischia una pesante e lunga condanna da passare in prigione. Hap contatta un avvocato, sua vecchia conoscenza che, pur non esercitando in Texas, lo Stato dove è avvenuto il fatto, accetta di assumere la difesa di Leonard.
Leonard è scettico circa la bravura dell'avvocato, perciò Hap, per dimostrare all'amico che Veil è degno della massima fiducia, racconta che i due condividono un segreto che risale agli anni sessanta, quando Hap viveva come un hippy nell'Oregon e Veil capitò nella sua comune alla ricerca di un pedofilo. Una volta trovato e catturato il criminale con l'aiuto di Hap, lo uccise.
Il racconto spinge Leonard a riconsiderare la pessima opinione iniziale avuta su Veil e di accettarne la difesa. Veil, con sfoggio retorico durante il processo, convince la giuria ad assolvere Leonard, nonostante le evidenti prove della sua colpevolezza.

## Protagonisti
Hap CollinsL'amico di Leonard, dal passato movimentato. Negli anni sessanta ha conosciuto l'avvocato Veil, con il quale condivide il segreto della sparizione di un pedofilo. Ha con Leonard un fortissimo rapporto di amicizia e di complicità.
Leonard PineLa sua irruenza lo porta spesso a risolvere i problemi in maniera drastica e violenta, con esiti risolutivi ma che sovente lo portano a incontrare guai con la legge.
VeilL'avvocato dal passato burrascoso, che accetta di difendere Leonard.

## Edizioni
- Racconto pubblicato in (EN) Joe R. Lansdale, Andrew Vachss, Veil's Visit: A Taste of Hap and Leonard, Edizione limitata, Subterranean Press, 1999, ISBN 978-1-892284-40-2.

- Racconto pubblicato in:  Joe R. Lansdale, Una coppia perfetta - I racconti di Hap e Leonard, traduzione di Luca Briasco, Stile libero Big, Einaudi, 2013, ISBN 978-88-06-20893-6.